# François II. de La Tour
François II. de La Tour (* 5. Juli 1497 Château de Limeuil im Périgord; † 12. Juli 1532 Château de Villocher bei Châteaubriant) war ein französischer Adliger, Diplomat und Militär, der insbesondere in den ersten beiden Italienischen Kriegen zwischen Franz I. und Karl V. aktiv war.

## Leben
François II. de La Tour ist der Sohn von Antoine de La Tour dem Älteren, Vicomte de Turenne († 1527), und Antoinette de Pons († vor 1511). Aufgewachsen ist er als Enfant d’honneur du roy. 1510 wurde er von seinem Vater für volljährig erklärt und zum Vicomte de Turenne gemacht. Darüber hinaus wurde er Seigneur et Baron de Montgascon, d’Olliergues, Croc, Bouzols, Fay et Servissac.
Er war Chevalier de l’Ordre du Roi (d. h. im Ordre de Saint-Michel), französischer Rat und Kämmerer, Capitaine de 100 gentilshommes de sa maison (d. h. des königlichen Haushalts).
1521 nahm er am französischen Feldzug in Flandern teil, 1522 und 1523 an der Abwehr der österreichischen Angriffe in der Picardie. 1524 wurde er zum Lieutenant-général der Italienarmee unter dem Herzog von Albany ernannt und Capitaine de 50 hommes d’armes des ordonnances.
1526 war er gemeinsam mit Gabriel de Gramont, Bischof von Tarbes, außerordentlicher Botschafter in England mit der Aufgabe, die Ehe des Königs mit Maria von England, Tochter Heinrichs VIII., sowie ein Militärbündnisses gegen den Kaiser auszuhandeln.
1528 war er während des Kriegs um das Königreich Neapel in Florenz, wurde dann französischer Gouverneur von Genua und verhandelte schließlich im gleichen Jahr den Frieden zwischen dem Papst und Venedig.
Am 10. März 1529 wurde François II. de La Tour er zum Gouverneur und Generalleutnant de l’Île-de-France ernannt.
Ebenfalls 1529 wurde François II. de La Tour zu Verhandlungen nach Spanien gesandt, die das Ziel hatten, die französischen Prinzen zurückzuholen, die dort aufgrund der Niederlage von Pavia und der Gefangenschaft Franz’ I. als Geiseln festgehalten wurden, um die Lösegeldzahlung für den französischen König zu garantieren; darüber hinaus wurde erneut die Ehe zwischen Franz I. und Eleonore von Kastilien ratifiziert, die er am 20. März 1530 im Namen des Königs heiratete.
1531 war Oberkommandierender der Armee, die vom König in die Picardie entsandt wurde. 1532 reiste er mit dem König in die Bretagne, um den Dauphin als Franz III. zum Herzog zu machen.
François II. de La Tour starb auf dieser Reise am 12. Juli in der Nähe von Châteaubriant. Gemäß seinem Testament wurde er in der Franziskanerkirche von Brives bestattet.

## Ehe und Familie
François II. de La Tour heiratete per Ehevertrag am 19. April 1516 (Jaligny) Catherine d’Amboise, Erbtochter von Guy d’Amboise, Seigneur de Ravel, und Françoise de l’Espinasse, genannt Dauphine (Haus Amboise). Die Braut starb offenbar nach kurzer Zeit, die Ehe blieb kinderlos.
Am 21. Juni 1518 heiratete er per Ehevertrag (Schloss Angers) Anne de La Tour d’Auvergne, genannt Boulogne († 1530 nach 8. März), Dame de Montgascon, Tochter von Godefroi II. de la Tour d’Auvergne, Baron de Montgascon (Haus La Tour d'Auvergne), Witwe von Charles de Bourbon, Comte de Roussillon († 1510), und Jean de Montmorency, Sire d’Écouen († vor 1516). Sie wurde in der Franziskanerkirche von Paris bestattet. Ihre Kinder sind:
- François III. de La Tour (* 25. Januar 1526; X 13. August 1557 in der Schlacht bei Saint-Quentin), Vicomte de Turenne, Baron de Montgascon etc., Gouverneur und Generalleutnant von Bresse und Bugey, Kapitän von Burgund; ⚭ (Ehevertrag 15. Februar 1545) Éléonore de Montmorency († vor 1557), Tochter von Anne de Montmorency, Duc de Montmorency, Connétable de France – die Eltern von Henri de La Tour d’Auvergne, duc de Bouillon
- Claude; ⚭ 1535 Just II., Seigneur de Tournon, Sohn von Just I. de Tournon und Jeanne de Vissac
- Anne, † 1532 vor dem Vater
- Antoinette; ⚭ (Ehevertrag 12. Juni 1545) François Le Roy, Seigneur de Chavigny, Comte de Clinchamp, Chevalier des Ordres du Roi, Lieutenant-général von Anjou, Touraine und Maine († 18. Februar 1606, 87 Jahre alt), Sohn von Louis Le Roy, Seigneur de Chavigny et de Baussonière, und Antoinette de Saint-Père
- Renée († 20. April 1548), 1535 Nonne in Saint-Louis de Poissy, 1548 zur Äbtissin von Le Paraclet bei Troyes ernannt, konnte das Amt nicht mehr antreten